# Ottowia beijingensis
Ottowia beijingensis es una bacteria gramnegativa del género Ottowia. Fue descrita en el año 2014. Su etimología hace referencia a Pekín. Es aerobia e inmóvil. Tiene un tamaño de 0,7 μm de ancho por 1,3 μm de largo. Catalasa y oxidasa positivas. Forma colonias lisas y de color beige en agar LB tras 2 días de incubación. Temperatura de crecimiento entre 10-37 °C, óptima de 30 °C. Se ha aislado de lodos activados. También se ha detectado en leche materna.